# Remina Chiba
Remina Chiba (japanisch 千葉 玲海菜 Chiba Remina; * 30. April 1999 in der Präfektur Fukushima) ist eine japanische Fußballspielerin.

## Karriere

### Vereine
Nachdem sie in ihrer Jugend bei Suzukake SSS, Liberdart Iwaki und der Mannschaft der Fujieda Hunshin High School aktiv war, besuchte sie ab Januar 2018 die University of Tsukuba und war für deren Fußballmannschaft tätig. Ab Anfang des Jahres 2022 war sie Teil des Kaders der JEF United Chiba Ladies. Am 10. Januar 2024 wechselte sie zu Eintracht Frankfurt mit einem Vertrag, der bis zum 30. Juni 2026 läuft.

### Nationalmannschaft
Mit der U17 nahm sie an der Weltmeisterschaft 2016 teil und kam mit dem Team hier ins Finale, wo man sich Nordkorea aber nach Elfmeterschießen mit 4:5 geschlagen geben musste.
Ihr Debüt in der A-Nationalmannschaft hatte sie dann am 24. Juni 2022 wo sie bei einem 5:0-Freundschaftsspielsieg über Serbien 78. Minute für Asato Miyagawa eingewechselt wurde. Danach folgten bei ihr auch noch Einsätze bei der Ostasienmeisterschaft 2022.
Am 13. Juni 2023 wurde sie für den finalen Kader bei der Weltmeisterschaft 2023 nominiert.  Bei der WM, die für die Japanerinnen mit einer Viertelfinalniederlage gegen Schweden endete, wurde sie lediglich in der dritten Minute der Nachspielzeit des ersten Gruppenspiels eingewechselt.